# 孫昇己
孫 昇己（そん すんぎ、1995年5月10日 - ）は、トップチャレンジリーグ豊田自動織機シャトルズに所属するラグビー選手。

## プロフィール
- 大阪府出身[1]。
- ポジションはロック(LO)。
- 身長 192cm、体重 92kg
- ニックネームはソンギ[2]。
- オールスターゲームのリーグ戦選抜に選ばれたことがある[3]。
- U20日本代表に選ばれたことがある[4]。
- ジュニア・ジャパンに選ばれたことがある[5]。

## 来歴
2014年、大阪朝鮮高校卒業後、日本大学に入る。
2018年、日本大学卒業後、クボタスピアーズに加入。
2020年、豊田自動織機シャトルズに加入。